# Bäckerei Happ
Die Bäckerei Happ GmbH & Co. KG, auch als Bäcker Happ bezeichnet, ist ein Unternehmen mit Sitz im osthessischen Neuhof im Landkreis Fulda.
Das Unternehmen wurde 1946 von Josef und Paula Weber in Mittelkalbach gegründet. 1953 zog diese an den heutigen Standort Neuhof. Mit der Heirat der ältesten Tochter Anita mit Franz-Karl Happ – einem Bäcker- und Konditormeister und Sohn der Bäckerei Happ in Flieden – wurde der noch heute gebräuchliche Name übernommen. Seit 2005 führen die Söhne Christoph und Michael Happ das Familienunternehmen in dritter Generation.
Beliefert werden (Stand: August 2025) 58 Fachgeschäfte, Filialen und die Vortagsläden in Osthessen. Beschäftigt werden am Produktions- und Verwaltungsstandort in Neuhof insgesamt mehr als 730 Mitarbeiter. Rund 80 verschiedene Produkte rund um Backwaren werden angeboten.